# Ničitel Conan
Ničitel Conan nebo též Conan ničitel (v anglickém originále Conan the Destroyer) je americký dobrodružný fantasy film z roku 1984, který natočil Richard Fleischer. Jedná se o volné pokračování snímku Barbar Conan z roku 1982 s hlavním představitelem Arnoldem Schwarzeneggrem. 

## Obsah
Toulavý bojovník a zloděj Conan, který neslouží žádnému vladaři, jen sám sobě, se nechá najmout královnou Taramis, aby na nebezpečné výpravě doprovázel její půvabnou, panenskou neteř Jehnnu. Mají získat magický roh, s jehož pomocí chce Taramis probudit spícího boha Dagotha, a získat tak vládu nad světem. Conan netuší, že po splnění úkolu má být zabit a Jehnna obětována. V mnoha nebezpečných dobrodružstvích musí osvědčit svoji odvahu, ale především své mohutné svaly a meč. Přitom se neobejde bez věrných přátel, legračního zlodějíčka Malaka, kouzelníka Akira a černé bojovnice Zuly. Královně Taramis se podaří Dagotha oživit, avšak magický rituál neproběhne přesně podle proroctví a Dagoth se změní v nepřemožitelnou, krvelačnou příšeru. Conan ji nakonec zabije a z chrámu se svými přáteli unikne. Jehnna se stává královnou, Malak, Akira i Zula se stanou jejími přáteli a služebníky, ale Conan podíl na vládě odmítne, odchází.

## Obsazení
| Arnold Schwarzenegger | Conan    |
| Grace Jones           | Zula     |
| Wilt Chamberlain      | Bombaata |
| Mako                  | Akiro    |
| Tracey Walter         | Malak    |
| Sarah Douglas         | Taramis  |
| Olivia d'Abo          | Jehnna   |

## Kritika
Oproti úvodnímu filmu Barbar Conan byl tento pro kritiky zklamáním. Postavy označeny jako šablonovité, pohádkové, schopnosti Arnolda Schwarzeneggera byly posouzeny jako špalkovité herectví dvou grimas. Bylo oceněno výtvarné řešení Dagotha.